# Ulica Marii Curie-Skłodowskiej w Krakowie
Ulica Marii Curie-Skłodowskiej – ulica w Krakowie, w dzielnicy I Stare Miasto, na Wesołej.
Łączy ulicę Radziwiłłowską z ulicą Westerplatte. Jest jednojezdniowa.

## Historia
W roku 1890 rozparcelowano tzw. Ogród Krzyżanowskiego (którego szczątki znajdują się do dziś przy ulicy Westerplatte) i wytyczono wówczas na tym terenie kilka ulic, m.in. obecne ulice Marii Curie-Skłodowskiej i Radziwiłłowską, wybudowane stopniowo w latach 1891–1896. Ulica Marii Curie-Skłodowskiej otrzymała w 1892 roku nazwę ulicy Pańskiej. 
W tamtym czasie ulica miała zostać nazwana ulicą Radziecką, lecz Rada Miejska Krakowa odrzuciła wówczas proponowaną nazwę. W 1951 roku, ulica została nazwana imieniem polsko-francuskiej uczonej i dwukrotnej laureatki nagrody Nobla w dziedzinie fizyki i chemii, Marii Curie-Skłodowskiej.

## Zabudowa
Po północnej stronie ulicy:
- ul. Marii Curie-Skłodowskiej 2 (ul. Westerplatte 8) – kamienica. Projektował Jan Zawiejski, 1890[a].
- ul. Marii Curie-Skłodowskiej 4 – kamienica. Projektował Beniamin Torbe, 1891.
- ul. Marii Curie-Skłodowskiej 6  – kamienica, 1893.
- ul. Marii Curie-Skłodowskiej 8  – kamienica, 1893.
- ul. Marii Curie-Skłodowskiej 10  – kamienica. Projektował Karol Knaus, 1884.
- ul. Marii Curie-Skłodowskiej 12  – kamienica, XIX wiek.

Po południowej stronie ulicy:
- ul. Marii Curie-Skłodowskiej 1-3 (ul. Westerplatte 9) – kamienica. Projektował Jan Zawiejski, Wandalin Beringer, 1890–1892[b].
- ul. Marii Curie-Skłodowskiej 5  – kamienica. Projektował Zygmunt Luks, 1896[c].
- ul. Marii Curie-Skłodowskiej 7  – kamienica[d].
- ul. Marii Curie-Skłodowskiej 9  – kamienica. Projektował Beniamin Torbe, 1891.

Opracowano na podstawie źródła: Gminnej ewidencji zabytków – Kraków.

## Galeria

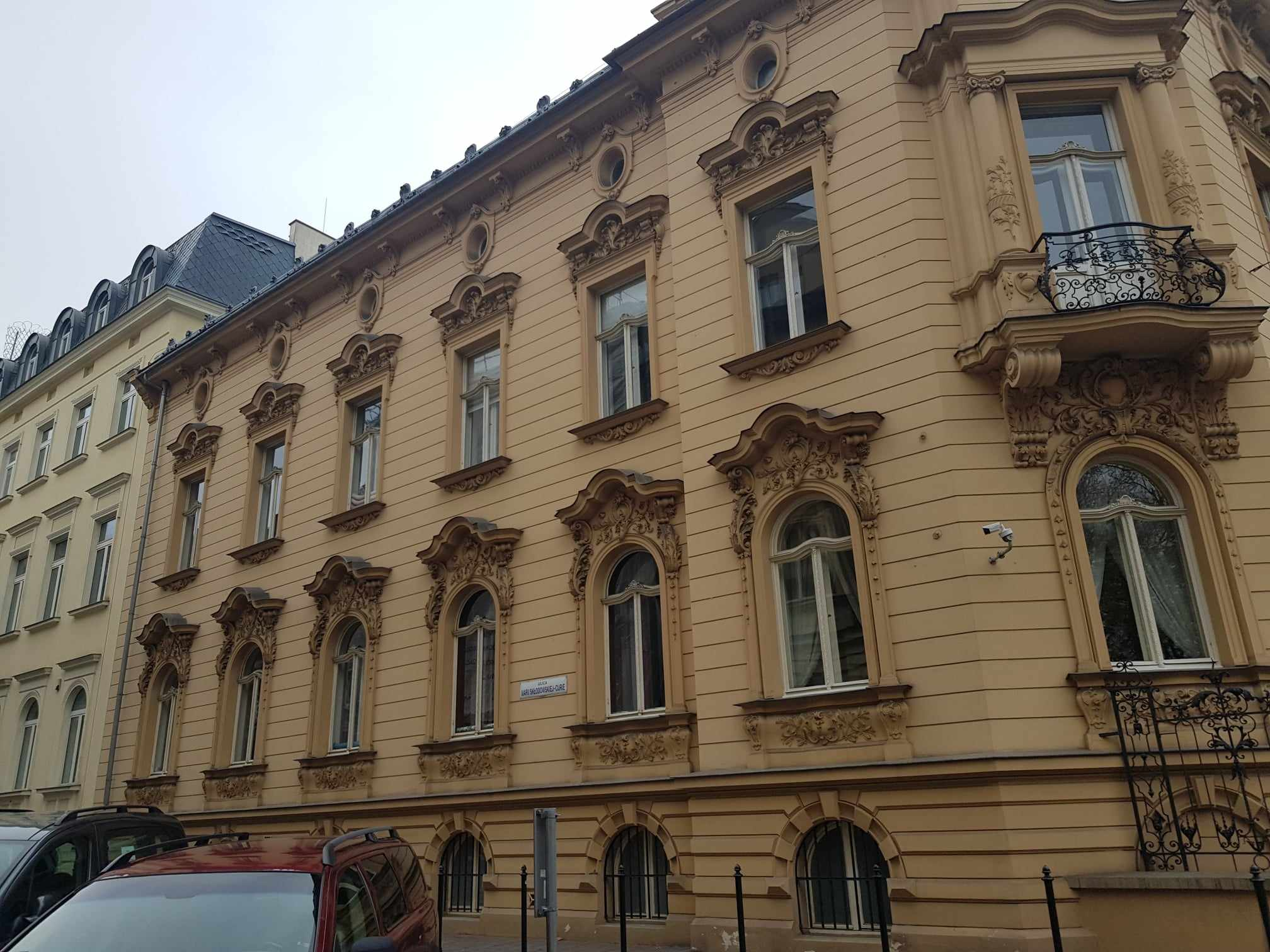
ul. Marii Skłodowskiej-Curie 1, Kamienica (proj. Jan Zawiejski, Wandalin Beringer, 1890–1892)
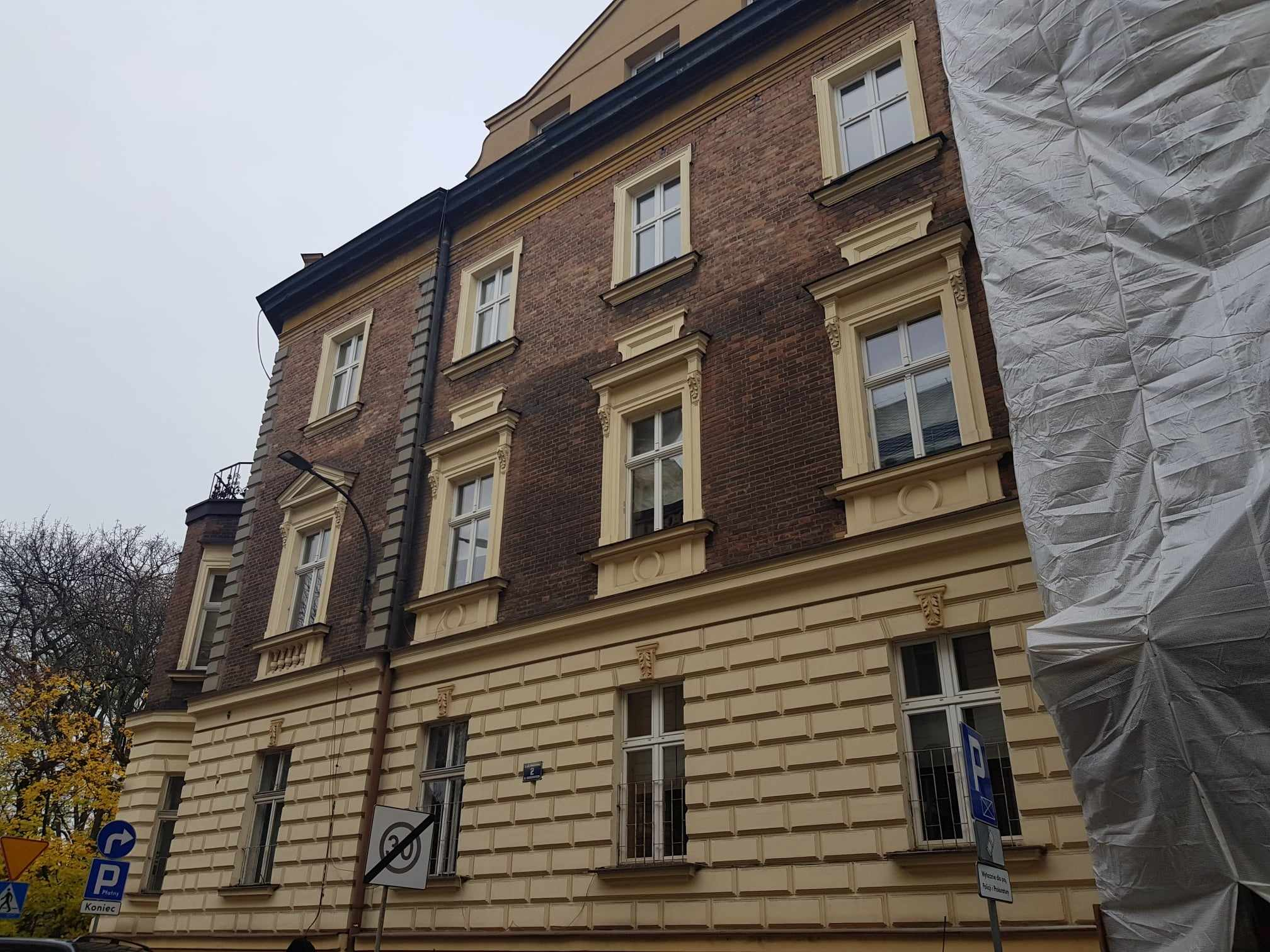
ul. Marii Skłodowskiej-Curie 2, Kamienica (proj. Jan Zawiejski, 1890)
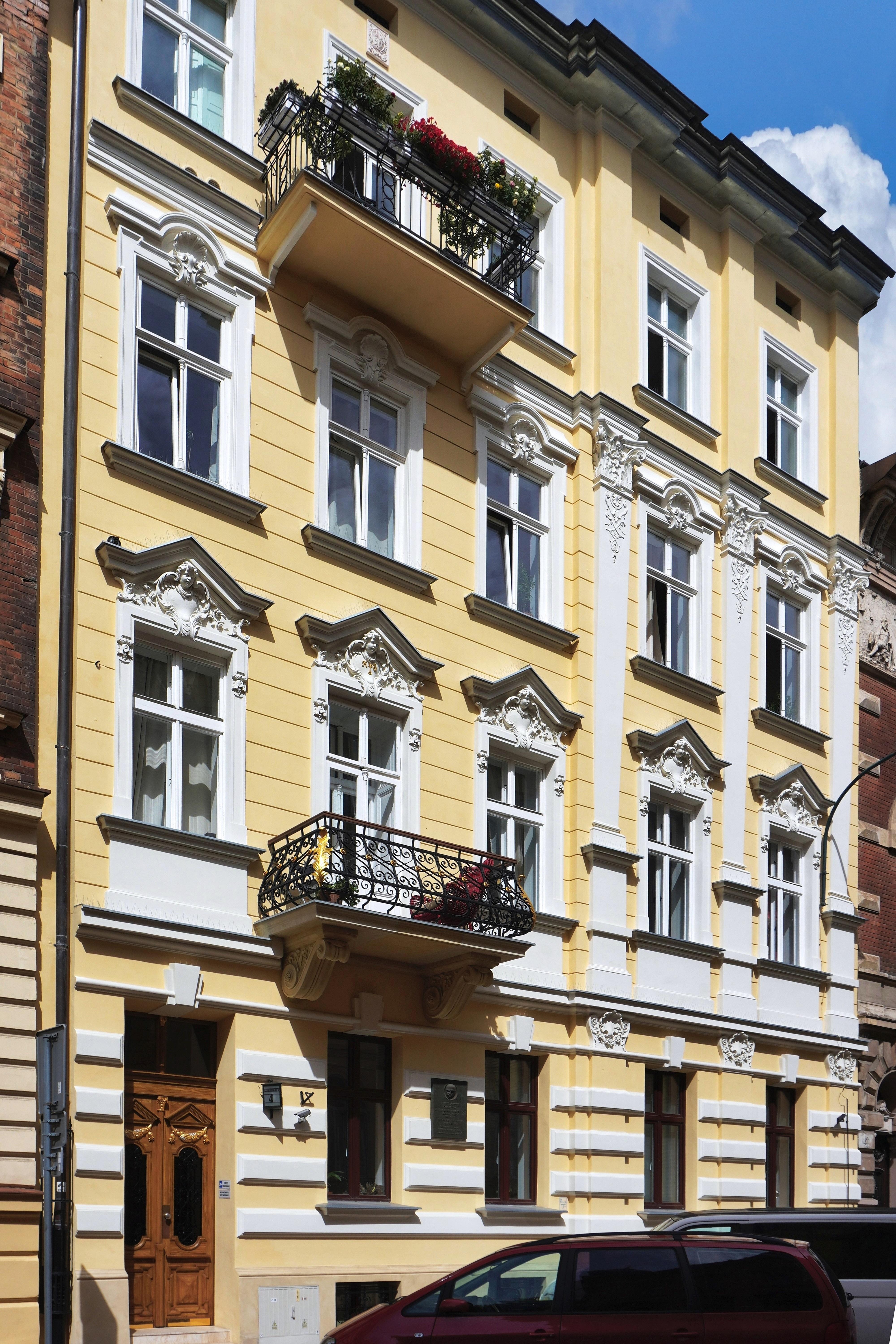
ul. Marii Skłodowskiej-Curie 4, Kamienica (proj. Beniamin Torbe, 1891)
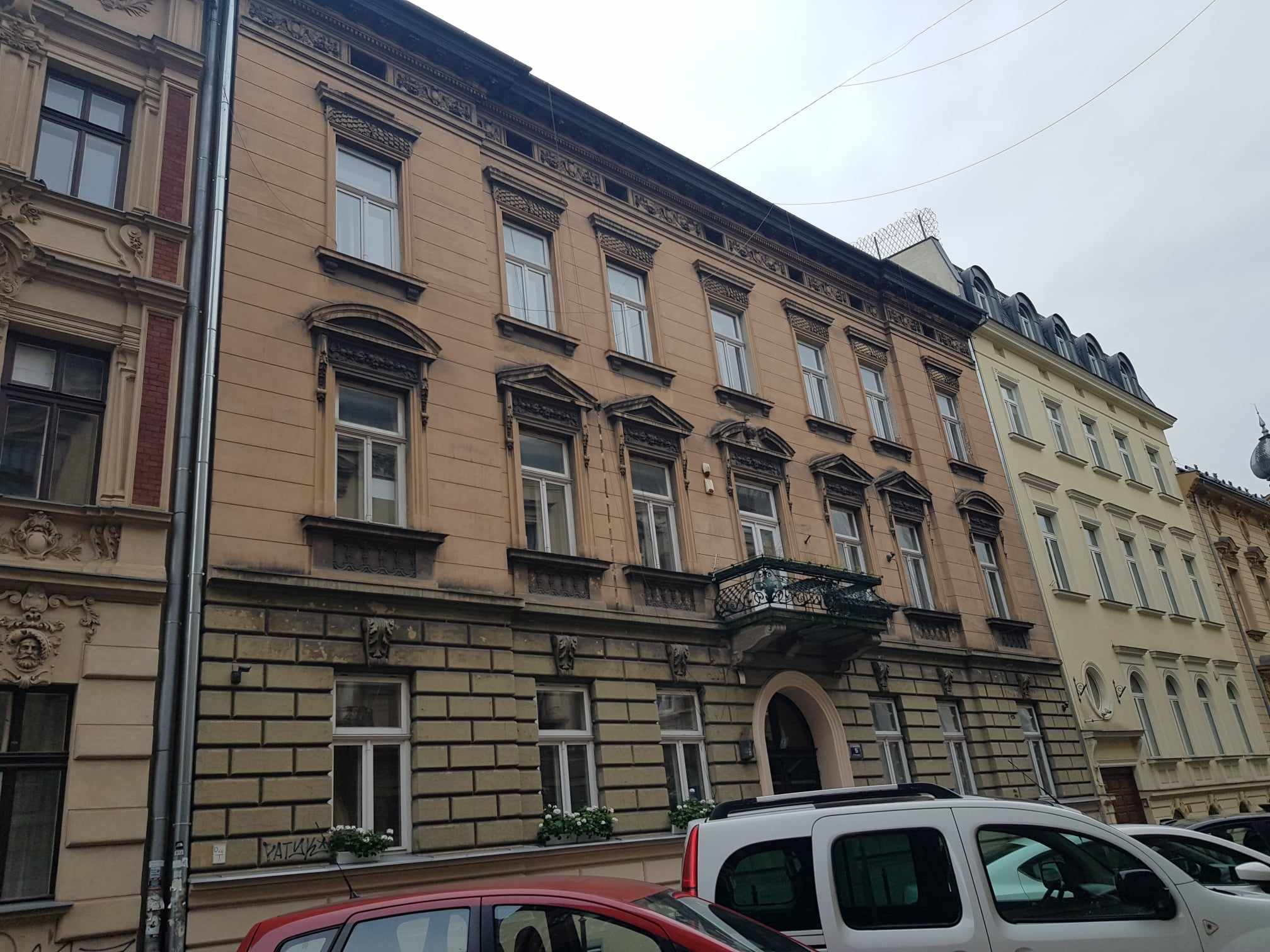
ul. Marii Skłodowskiej-Curie 5, Kamienica (proj. Zygmunt Luks, 1896)
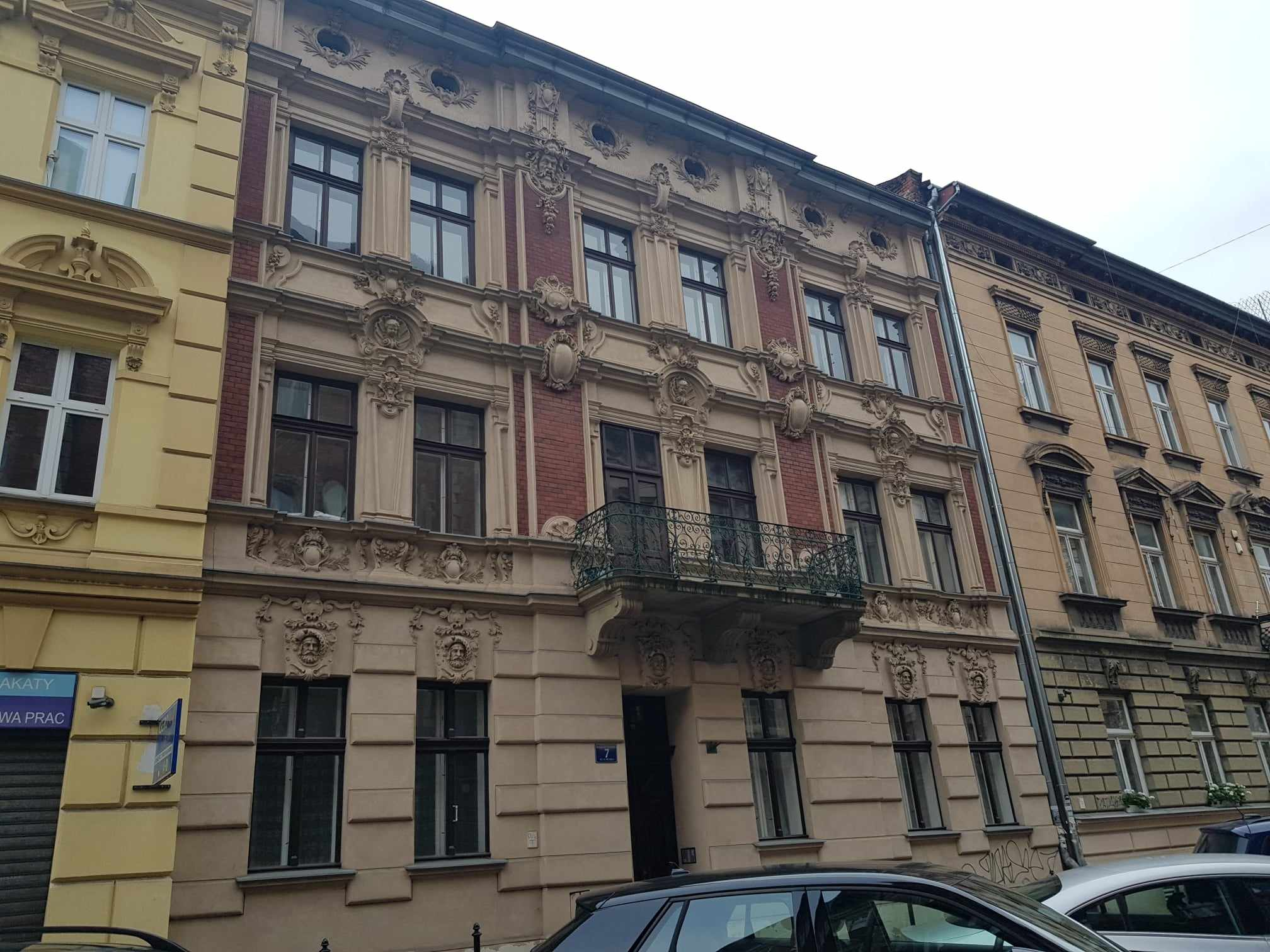
ul. Marii Skłodowskiej-Curie 7, Kamienica
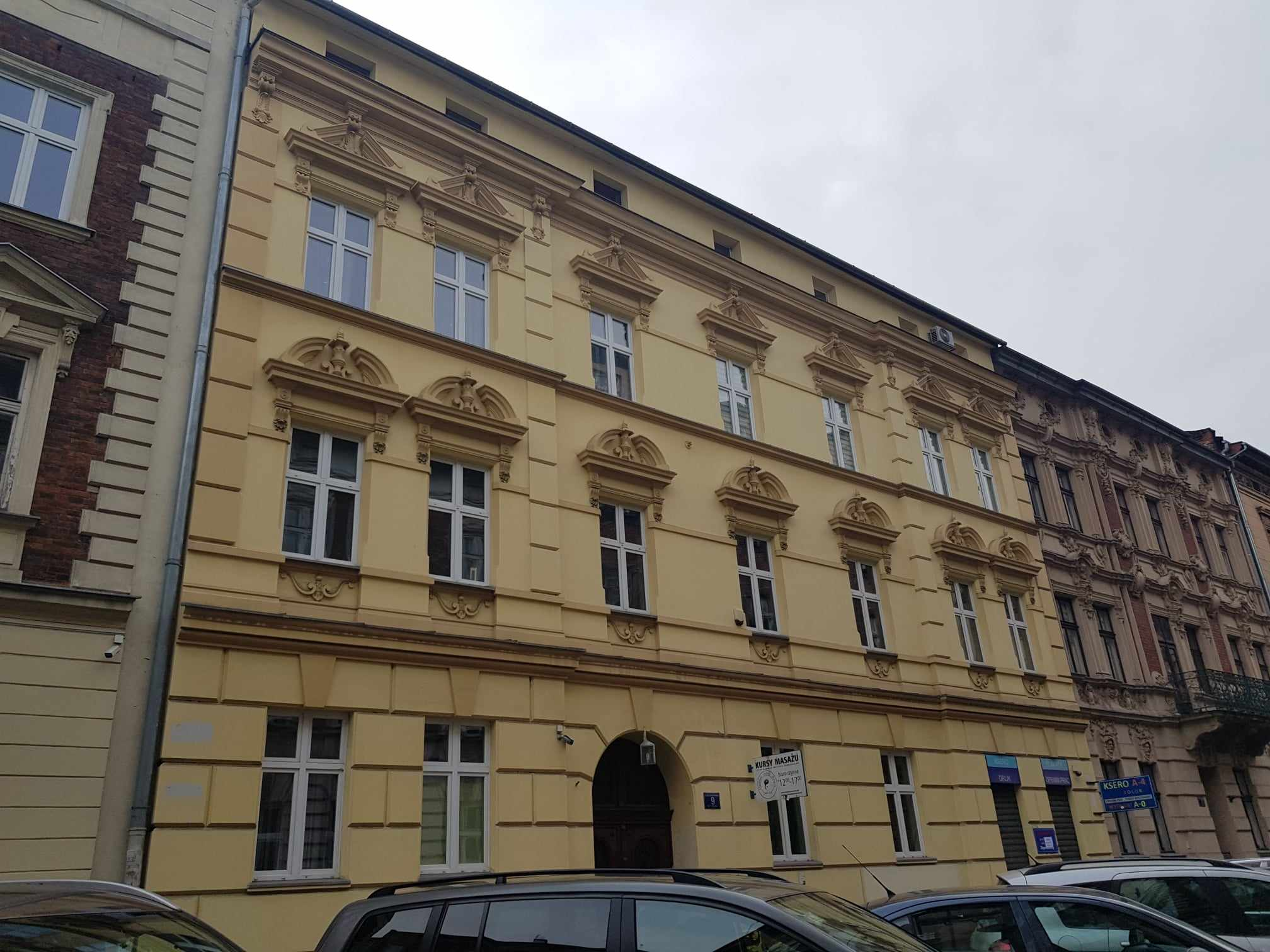
ul. Marii Skłodowskiej-Curie 9, Kamienica (proj. Beniamin Torbe, 1891)
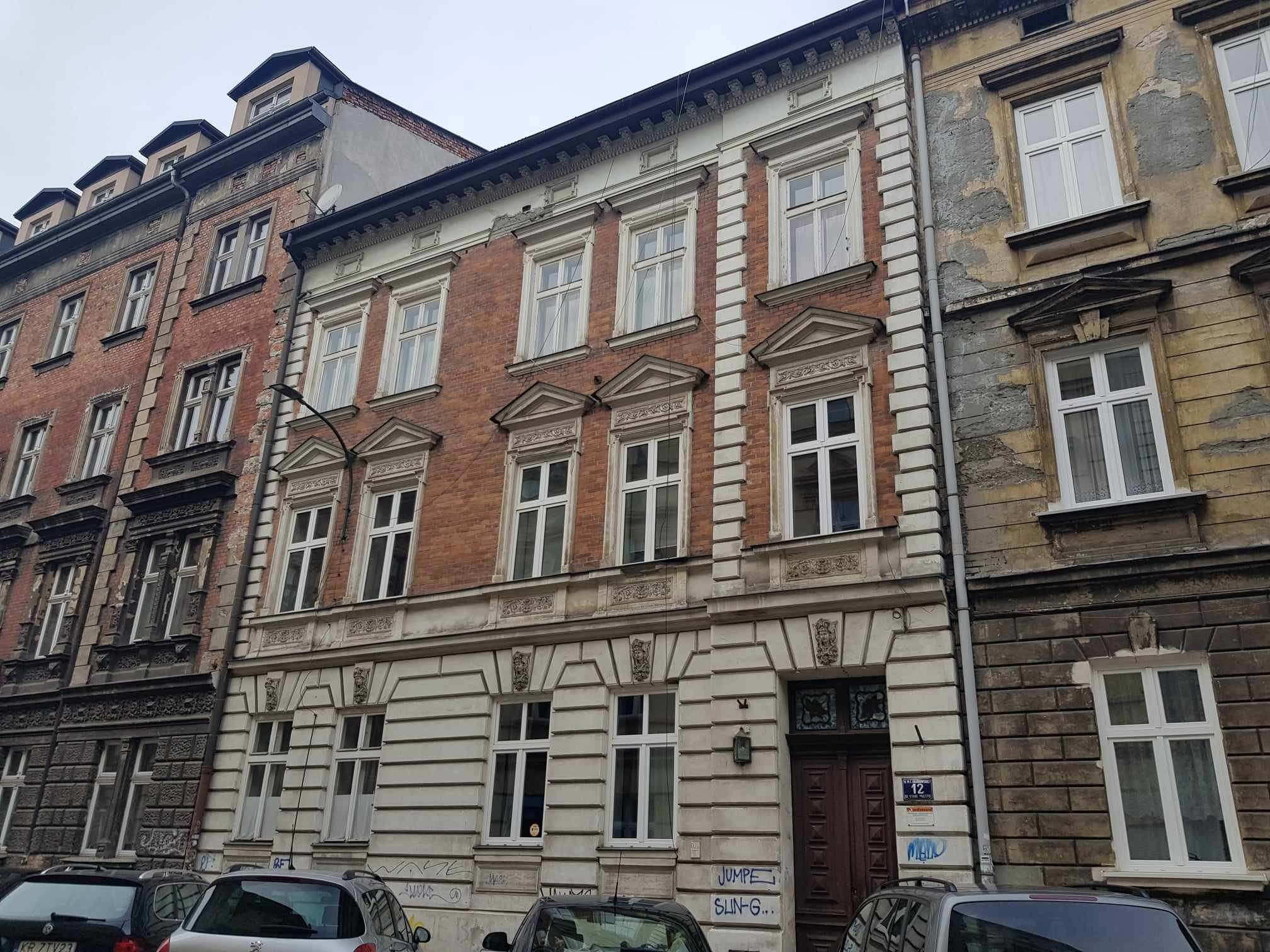
ul. Marii Skłodowskiej-Curie 12, Kamienica (XIX w.)